# إيفان رافينيل
إيفان رافينيل (بالإنجليزية: Evan Ravenel) مواليد 24 نوفمبر 1989 في تامبا، هو لاعب كرة سلة أمريكي. بدأ مسيرته الاحترافية في سنة 2013. يلعب مع أكيتا نورثرن هابينيتس في دوري كرة السلة الياباني للمحترفين. يحمل الرقم 30. يبلغ طوله 6 قدم 8 بوصة (2.0 م).

## المسيرة الاحترافية
لعب مع نادي ستاروجارد جدانسكي لكرة السلة في موسم 2014–2015، ثم لعب مع ريوكيو غولدن كينجز في موسم 2015-2016، ثم لعب مع أكيتا نورثرن هابينيتس في سنة 2017.

## روابط خارجية
- إيفان رافينيل على موقع دوري كرة السلة الياباني للمحترفين (اليابانية)
- إيفان رافينيل على موقع كرة السلة الأوروبية.كوم (الإنجليزية)
- إيفان رافينيل على موقع كلية كرة السلة في سبورتس رفرنس.كوم (الإنجليزية)
- إيفان رافينيل على موقع ريلجم (الإنجليزية)
- إيفان رافينيل على موقع بروبوليرز (الإنجليزية)